# Vigdís Finnbogadóttir
Vigdís Finnbogadóttir (Reykjavík, 15 aprile 1930) è una politica islandese. Quarta presidente dell'Islanda dal 1º agosto 1980 al 1º agosto 1996, è stata la prima presidente donna eletta democraticamente al mondo. È ambasciatrice di buona volontà dell'UNESCO e membro del Club di Madrid.

## Biografia
Nata nella capitale islandese nel 1930, Vigdís Finnbogadóttir è figlia di Finnbogi Rútur Þorvaldsson, ingegnere civile e professore all'Università d'Islanda. Sua madre, Sigríður Eiríksdóttir, era infermiera e presidente dell'Associazione islandese degli infermieri. Dopo aver superato l'esame di immatricolazione nel 1949, Vigdís studiò letteratura e lingua francese all'Università di Grenoble e alla Sorbona a Parigi dal 1949 al 1953, quindi studiò storia del teatro all'Università di Copenaghen. Ha quindi conseguito un bachelor of arts in francese e inglese nonché un certificato di laurea professionale in istruzione, presso l'Università dell'Islanda. Ha sposato un medico nel 1954, ma ha divorziato nel 1963 e all'età di 41 anni ha adottato una figlia, divenendo la prima donna single a cui è stato permesso di adottare un bambino in Islanda.

### Carriera artistica e accademica
Dopo la laurea, Vigdís ha insegnato francese e teatro francese e ha lavorato con il teatro sperimentale. Ha lavorato con la Reykjavík Theater Company dal 1954 al 1957 e di nuovo dal 1961 al 1964. Durante le estati, ha anche lavorato come guida turistica. Vigdí ha insegnato francese al Reykjavik Junior College dal 1962 al 1967 e al Hamrahlíð College dal 1967 al 1972. Ha insegnato anche all'Università dell'Islanda e inoltre ha tenuto corsi di francese sulla RÚV, la televisione statale islandese. Ha istituito il primo corso per guide turistiche e il primo gruppo teatrale islandese.
È stata direttrice artistica della compagnia teatrale di Reykjavík (Leikfélag Reykjavíkur), in seguito teatro cittadino, dal 1972 al 1980. Dal 1976 al 1980 è stata membro del Comitato consultivo per gli affari culturali nei Paesi nordici.

### Presidente dell'Islanda
Il movimento femminile islandese ha una lunga storia. Durante l'Anno internazionale delle donne nel 1975 le donne islandesi hanno attirato grande attenzione organizzando uno sciopero generale per dimostrare quanto fosse importante il lavoro sottovalutato delle donne. Il 90% delle donne islandesi ha scioperato. E alle elezioni presidenziali del 1980 il movimento femminile si è concentrato sull'elezione di una donna. Dopo molte pressioni, Vigdís ha accettato di concorrere contro tre candidati maschi. In un'intervista nel 2017 Vigdís ha dichiarato che non pensava di vincere, ma voleva dimostrare che una donna poteva candidarsi.
È stata eletta con uno scarso margine sul secondo candidato: il 33,6 per cento dei voti nazionali, contro il 32,1 per cento, divenendo, nel 1980, la prima donna al mondo a essere eletta democraticamente presidente della Repubblica. Durante gli anni della presidenza la sua popolarità è cresciuta tanto da essere rieletta tre volte, nel 1984, nel 1988 (con il 92 per cento dei voti) e nel 1992, rimanendo così in carica per sedici anni consecutivi e decidendo di ritirarsi nel 1996.
Sebbene la presidenza islandese sia per lo più una posizione di rappresentanza, Vigdís ha assunto un ruolo attivo come battendosi per l'ambiente e per la lingua e la cultura islandese, fungendo da ambasciatrice culturale nella promozione del proprio Paese. Ha messo in evidenza il ruolo degli stati più piccoli ospitando un vertice cruciale tra il presidente degli Stati Uniti Ronald Reagan e il leader sovietico Mikhail Gorbachev nel 1986. Il suo motto è stato: "Non deludere mai le donne" e ha lavorato specificamente per promuovere l'educazione delle ragazze. Era anche consapevole del suo ruolo di modello per le giovani donne.
Nel 1988 viene iniziata nell'Ordine Massonico Misto Internazionale Le Droit Humain.
Il 26 gennaio 1990 ha ricevuto il premio International Leadership Living Legacy Award dal Women's International Center.
Nel 1993 le fu dedicata l'opera Mitt Folk, commissionata dal governo britannico al compositore Oliver Kentish, quale dono del Regno Unito all'Islanda in occasione del 50º anniversario della repubblica.

### Dopo la presidenza dell'Islanda
Vigdís Finnbogadóttir nel 1996 è stata presidente fondatrice del Council of Women World Leaders presso la John F. Kennedy School of Government dell'Università di Harvard. Dal 1997 al 2001 è stata la prima presidente della Commissione mondiale dell'UNESCO sull'etica della conoscenza e della tecnologia scientifica (COMEST).
Nel 1998 è stata nominata ambasciatrice di buona volontà per le lingue dell'UNESCO per il suo contributo alla promozione della diversità linguistica e all'educazione plurilingue. Nel 2000 è stata nominata Ambasciatrice di buona volontà delle Nazioni Unite nella lotta contro il razzismo e la xenofobia.
È membro del comitato d'onore della Fondation Chirac, da quando la fondazione è stata lanciata nel 2008 dall'ex presidente francese Jacques Chirac al fine di promuovere la pace nel mondo. 
Nel 2008 è stata nominata Ambasciatrice mondiale del teatro al congresso mondiale dell'Istituto internazionale del Teatro (ITI) (International Theatre Institute, acronimo: ITI) a Madrid.

## Onorificenze

### Onorificenze islandesi
Personalmente è stata insignita del titolo di:

## Riconoscimenti

### Lauree ad honorem
- Università di Grenoble, Francia (1985)
- Università di Bordeaux, Francia (1987)
- Smith College, U.S.A. (1988)
- Luther College, U.S.A (1989)
- Università del Manitoba, Canada (1989)
- Università di Nottingham, UK (1990)
- Università di Tampere, Finlandia (1990)
- Università di Göteborg, Svezia (1990)
- Gakushuin University, Tokyo (1991)
- Università di Miami, U.S.A. (1993)
- Università norvegese di scienza e tecnologia, Norvegia (1993)[14]
- St. Mary's University, Canada (1996)
- Università di Leeds, UK (1996)
- Memorial University of Newfoundland, Canada (1997)
- Università di Guelph, Canada (1998)
- Università d'Islanda, Islanda (2000)